# 鄭曉為
鄭曉為（CHENG Hiu Wai Valerie，1995年10月20日—），香港劍擊運動員。畢業於協恩中學和香港中文大學。。

## 簡歷
鄭曉為自9歲開始在學校學習劍擊。由於資源分配的問題，香港劍擊總會自1995年把女子花劍項目剔出重點培訓項目，她多年來也要靠父母自掏腰包進行訓練。
2010年3月，鄭代表香港參加亞青賽，贏得團體花劍（少年組）亞軍和團體花劍（青年組）季軍；至7月的亞洲錦標賽正式成為港隊成員。同年11月，代表香港參加廣州亞運會劍擊比賽，伙拍張顥瓊、劉曉為和連寶香取得女子花劍團體銅牌，並成為該屆賽事港隊的最年輕獎牌得主。